# Традиција венчаних костима у Тлемцену
Венчана хаљина из Тлемцена (арап. شدة تلمسانية) је традиционална алжирска хаљина, тачније града Тлемцена, која се носи и на западу земље, посебно у Орану и Мостаганему. То је производ локалног занатства, носе га невесте у Тлемцену за своју свадбену церемонију.

## Опис хаљине
Ова венчана хаљина се састоји од традиционалног кафтана од сомота и златних нити, украшеног култивисаним бисерима, огрлицама и другим накитом.  Khorsa (врста минђуша које „падају“ са слепоочница) и огромне минђуше висе са купасте капе извезене златним концем и постављене на главу младе.
Хаљина се сматра најскупљом и најлепшом хаљином,  млада је носи на дан венчања, али и остале жене на свадбама. Глава је прекривена купастом капом извезеном златним концем на којој је завезана врста мараме са седам до девет дијадема и другим украсима.

## Опис церемоније венчања
Свадбени ритуал Тлемцена у северозападном Алжиру почиње у родитељском дому, где је млада обучена у традиционално ткану златну свилену хаљину, окружена својим пријатељима и удатим рођакама, а ове последње носе своје венчане костиме. На рукама јој је нанесен симболични дизајн кане. Редови бисера штите њене виталне и репродуктивне органе од злих духова. На изласку из куће млада је покривена златним велом од свиле. Током свадбене гозбе удата жена из ужег круга невесте црта црвене и сребрне шаре испод вела на невестиним образима и испод њене доње усне како би је прочистила и заштитила. Једном заштићена кафтаном, драгуљима и шминком, млада скида вео, спремна за венчање. Девојке у Тлемцену се у раној младости уводе у традицију ношње, док се занатско умеће у изради драгоцене свадбене ношње преноси с генерације на генерацију. Обред симболизује савез између породица и континуитет међу генерацијама, док занатство игра главну улогу у одржавању креативности и идентитета заједнице Тлемсен.
Од 2012. године традиционални обреди и занатска израда свадбене ношње у Тлемсену уписани су на Унескову листу нематеријалног културног наслеђа човечанства.